# Saint-Just-Sauvage
Saint-Just-Sauvage és un municipi francès, situat al departament del Marne i a la regió del Gran Est. L'any 2007 tenia 1.490 habitants.

## Demografia

### Població
El 2007 la població de fet de Saint-Just-Sauvage era de 1.490 persones. Hi havia 631 famílies, de les quals 178 eren unipersonals (71 homes vivint sols i 107 dones vivint soles), 230 parelles sense fills, 179 parelles amb fills i 44 famílies monoparentals amb fills.
La població ha evolucionat segons el següent gràfic:
Habitants censats

### Habitatges
El 2007 hi havia 728 habitatges, 633 eren l'habitatge principal de la família, 55 eren segones residències i 40 estaven desocupats. 669 eren cases i 45 eren apartaments. Dels 633 habitatges principals, 500 estaven ocupats pels seus propietaris, 120 estaven llogats i ocupats pels llogaters i 13 estaven cedits a títol gratuït; 3 tenien una cambra, 25 en tenien dues, 124 en tenien tres, 224 en tenien quatre i 257 en tenien cinc o més. 374 habitatges disposaven pel capbaix d'una plaça de pàrquing. A 258 habitatges hi havia un automòbil i a 314 n'hi havia dos o més.

### Piràmide de població
La piràmide de població per edats i sexe el 2009 era:
| Homes | Edats   | Dones |
| ----- | ------- | ----- |
| 0     | 95 o +  | 0     |
| 4     | 90 a 94 | 16    |
| 4     | 85 a 89 | 12    |
| 20    | 80 a 84 | 24    |
| 44    | 75 a 79 | 36    |
| 52    | 70 a 74 | 48    |
| 20    | 65 a 69 | 44    |
| 40    | 60 a 64 | 48    |
| 36    | 55 a 59 | 48    |
| 44    | 50 a 54 | 36    |
| 68    | 45 a 49 | 36    |
| 48    | 40 a 44 | 40    |
| 56    | 35 a 39 | 48    |
| 48    | 30 a 34 | 48    |
| 32    | 25 a 29 | 32    |
| 36    | 20 a 24 | 32    |
| 56    | 15 a 19 | 24    |
| 40    | 10 a 14 | 24    |
| 44    | 5 a 9   | 36    |
| 24    | 0 a 4   | 44    |

## Economia
El 2007 la població en edat de treballar era de 893 persones, 660 eren actives i 233 eren inactives. De les 660 persones actives 573 estaven ocupades (335 homes i 238 dones) i 87 estaven aturades (29 homes i 58 dones). De les 233 persones inactives 109 estaven jubilades, 57 estaven estudiant i 67 estaven classificades com a «altres inactius».

### Ingressos
El 2009 a Saint-Just-Sauvage hi havia 641 unitats fiscals que integraven 1.499,5 persones, la mediana anual d'ingressos fiscals per persona era de 17.714 €.

### Activitats econòmiques
Dels 33 establiments que hi havia el 2007, 1 era d'una empresa extractiva, 1 d'una empresa alimentària, 8 d'empreses de construcció, 9 d'empreses de comerç i reparació d'automòbils, 2 d'empreses de transport, 3 d'empreses d'hostatgeria i restauració, 2 d'empreses immobiliàries, 2 d'empreses de serveis, 3 d'entitats de l'administració pública i 2 d'empreses classificades com a «altres activitats de serveis».
Dels 13 establiments de servei als particulars que hi havia el 2009, 1 era una oficina de correu, 1 taller de reparació d'automòbils i de material agrícola, 2 paletes, 1 guixaire pintor, 3 fusteries, 1 electricista, 1 empresa de construcció, 1 perruqueria, 1 restaurant i 1 agència immobiliària.
Dels 2 establiments comercials que hi havia el 2009, 1 era una botiga de més de 120 m² i 1 una botiga de menys de 120 m².
L'any 2000 a Saint-Just-Sauvage hi havia 22 explotacions agrícoles que ocupaven un total de 984 hectàrees.

## Equipaments sanitaris i escolars
El 2009 hi havia 1 escola maternal i 1 escola elemental.

## Poblacions més properes
El següent diagrama mostra les poblacions més properes.